# O Código Da Vinci (filme)
The Da Vinci Code (bra/prt: O Código Da Vinci) é um filme estadunidense de 2006 dos gêneros mistério e thriller, dirigido por Ron Howard, e escrito por Akiva Goldsman com base no homônimo bestseller de 2003 de Dan Brown. 
Produzido por Howard juntamente com John Calley e Brian Grazer, o filme é o primeiro da série de filmes de Robert Langdon, e é estrelado por Tom Hanks, Audrey Tautou, Sir Ian McKellen, Alfred Molina, Jürgen Prochnow, Jean Reno e Paul Bettany.
Os direitos cinematográficos do filme foram comprados por 6 milhões de dólares. A filmagem estava programada para começar em maio de 2005 com o lançamento em meados de 2006; no entanto, alguns atrasos fizeram com que a filmagem começasse em 30 de junho de 2005.
O Museu do Louvre permitiu a utilização de suas locações para a filmagem, enquanto a Abadia de Westminster negou o uso de suas instalações. No entanto, a Lincoln Cathedral concordou em atuar como substituta da Abadia de Westminster e relata-se que recebeu 100 000  libras em troca do direito de filmar lá. As filmagens na Lincoln Cathedral aconteceram em agosto de 2005. Certas cenas foram filmadas na Temple Church em Londres.

## Reações ao filme
A Organização Nacional para o Albinismo e Hipopigmentação (NOAH) dos Estados Unidos expressou a sua preocupação sobre o personagem Silas relacionar uma imagem ruim aos albinos.